# 王宗汾
王宗汾（?—?），中國五代十国時代人物，前蜀高祖王建的义子。
事奉王建为义子，王建给他赐姓名王宗汾。当时，王建和岐王李茂贞在秦岭南北对峙。永平年间，王宗汾担任行营都指挥使讨伐岐国，攻克文州（今甘肃省陇南市文县），岐国将领李继夔逃走。